# Semistočnyj
Semistočnyj (in russo Семисточный?) è un centro abitato dell'Oblast' autonoma ebraica, situato nell'Oblučenskij rajon.